# Circolo Culturale Sportivo Cogne Aosta
La CCS Cogne Aosta, anche conosciuta come Cogne Aosta Volley è una società pallavolistica femminile italiana con sede ad Aosta: milita nel campionato di Serie D.

## Storia
La storia della CCS Aosta Volley ha inizio nel secondo dopoguerra. Costituita nel 1953, affonda le sue radici nel quartiere operaio della città di Aosta, il Quartiere Cogne, rappresentando un forte collante sociale per gli operai dell'acciaieria cittadina e le loro famiglie.
Ha militato nella massima divisione del campionato femminile pallavolistico tra il 1967/1968 e il 1974/75, centrando come miglior piazzamento un quarto posto nel 1970/71.
Negli anni successivi, il movimento ha subito un notevole ridimensionamento, con la formazione che è finita a militare nei campionati regionali e provinciali, ma mantenendo attivo un prolifico settore giovanile.

## Strutture
Si allena e gioca le sue partite casalinga al Pala Peila-Pressendo, situato ad Aosta, in via Binel.